# Henri Grandsire

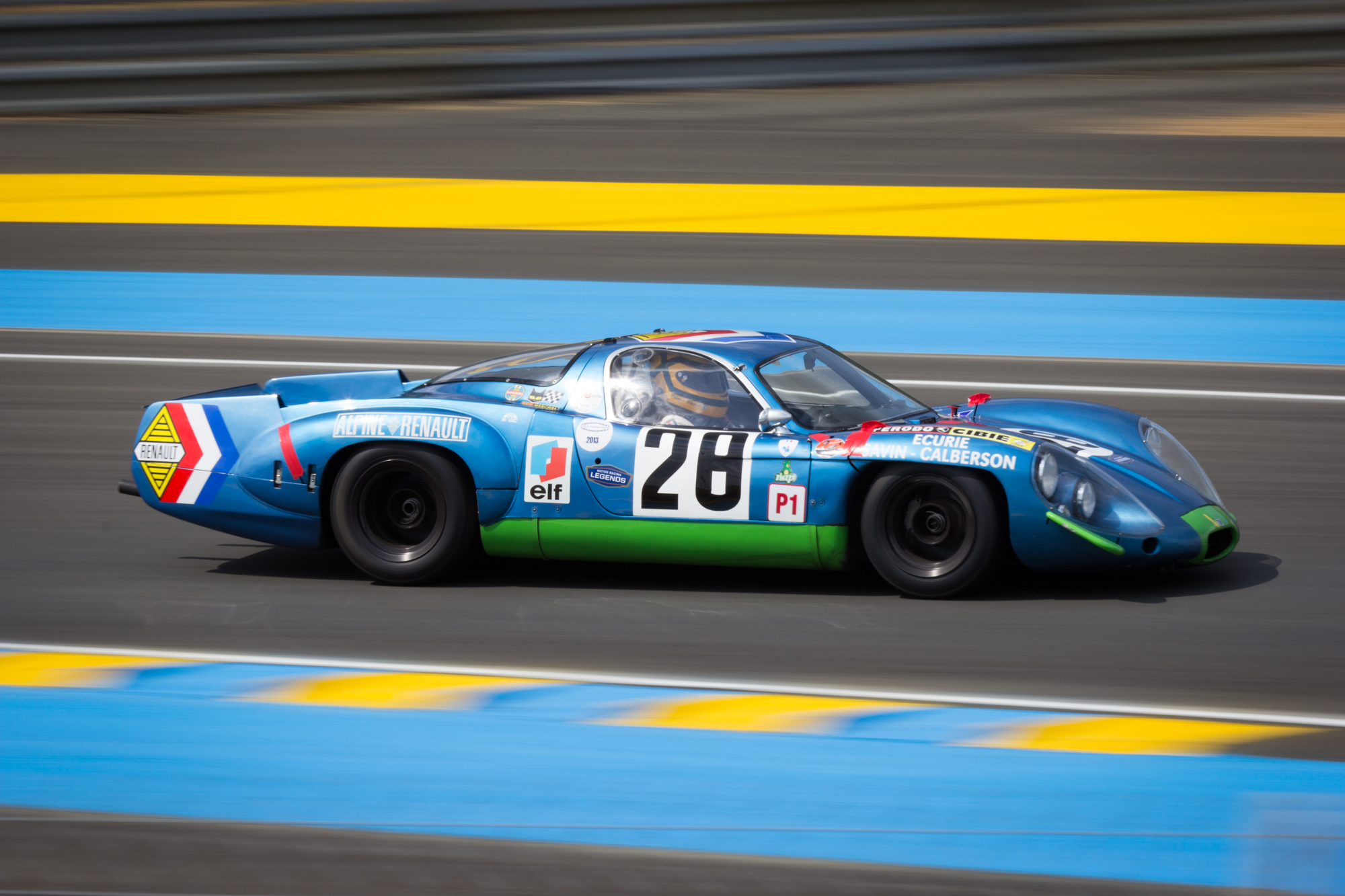
Alpine A220, mit dem Henri Grandsire beim 24-Stunden-Rennen von Le Mans 1968 am Start war

Henri Grandsire (* 27. Januar 1936 in Istres) ist ein ehemaliger französischer Autorennfahrer und Schauspieler.

## Karriere
Henri Grandsire begann seine Motorsportkarriere in den frühen 1950er-Jahren in der Formel Junior. Mit einem Stanguellini wurde er 1959 Fünfter und 1960 Siebter im Europapokal. 1963 wurde er Werksfahrer bei Alpine und sicherte sich 1964 mit vier Laufsiegen den Titel in der französischen Formel-3-Meisterschaft. Bis Mitte der 1960er-Jahre fuhr er Formel-3- und Formel-2-Rennen für das französische Rennteam, dann verlegte er sich immer mehr auf den Sportwagensport.
1965 wurde er Siebter beim 12-Stunden-Rennen von Reims und gewann gemeinsam mit Lucien Bianchi auf einem Alpine A210 die Klasse bis 1,3 Liter Hubraum. Seine besten Platzierungen beim 24-Stunden-Rennen von Le Mans waren jeweils neunte Plätze im Gesamtklassement, 1966 mit Leo Cella und 1967 mit José Rosinski, was auch jeweils den Klassensieg bedeutete.
Beim 1000-km-Rennen von Paris konnte er 1964 (mit Rosinski) einen Klassensieg feiern und 1968 mit Jean Guichet den vierten Gesamtrang feiern. 1968 hatte er beim Training zum 1000-km-Rennen auf dem Nürburgring einen schweren Unfall. Der Alpine A220 bekam auf einer Bodenwelle im Streckenabschnitt Döttinger Höhe Unterluft und hob ab. Der Wagen überschlug sich und rutsche auf dem Dach fast hundert Meter weit, ehe er zum Stillstand kam. Da das Cockpit kaum beschädigt wurde, erlitt der Franzose nur leichte Verletzungen.
Einem breiten französischen Publikum wurde Grandsire – der seine Rennkarriere 1969 beendete – 1967 bekannt, als er in 13 Folgen die Comicfigur Michel Vaillant in der Fernsehserie Die Abenteuer von Michel Vaillant verkörperte.

## Statistik

### Le-Mans-Ergebnisse
| Jahr | Team                           | Fahrzeug    | Teamkollege         | Platzierung            | Ausfallgrund         |
| ---- | ------------------------------ | ----------- | ------------------- | ---------------------- | -------------------- |
| 1964 | Société des Automobiles Alpine | Alpine M64  | Philippe Vidal      | Ausfall                | Getriebeschaden      |
| 1965 | Société des Automobiles Alpine | Alpine M65  | Mauro Bianchi       | Ausfall                | Getriebeschaden      |
| 1966 | Société des Automobiles Alpine | Alpine A210 | Leo Cella           | Rang 9 und Klassensieg |                      |
| 1967 | Société des Automobiles Alpine | Alpine A210 | José Rosinski       | Rang 9 und Klassensieg |                      |
| 1968 | Société des Automobiles Alpine | Alpine A220 | Gérard Larrousse    | Ausfall                | Bremsdefekt          |
| 1969 | Société des Automobiles Alpine | Alpine A220 | Jean-Claude Andruet | Ausfall                | Überhitzter Zylinder |

### Sebring-Ergebnisse
| Jahr | Team           | Fahrzeug    | Teamkollege   | Platzierung | Ausfallgrund |
| ---- | -------------- | ----------- | ------------- | ----------- | ------------ |
| 1968 | Societé Alpine | Alpine A211 | Mauro Bianchi | Ausfall     | Defekt       |

### Einzelergebnisse in der Sportwagen-Weltmeisterschaft
| Saison | Team                   | Rennwagen                              | 1   | 2   | 3   | 4   | 5   | 6   | 7   | 8   | 9   | 10  | 11  | 12  | 13  | 14  | 15  | 16  | 17  | 18  | 19  | 20  | 21  | 22  |
| ------ | ---------------------- | -------------------------------------- | --- | --- | --- | --- | --- | --- | --- | --- | --- | --- | --- | --- | --- | --- | --- | --- | --- | --- | --- | --- | --- | --- |
| 1963   | Alpine Henri Grandsire | Alpine A108 Alpine M63 Alfa Romeo 2600 | DAY | SEB | SEB | TAR | SPA | MAI | NÜR | CON | ROS | LEM | MON | WIS | TAV | FRE | CCE | RTT | OVI | NÜR | MON | MON | TDF | BRI |
| 1963   | Alpine Henri Grandsire | Alpine A108 Alpine M63 Alfa Romeo 2600 |     |     |     |     |     |     | DNF |     |     |     |     |     | 15  |     |     |     |     |     |     |     | DNF |     |
| 1964   | Alpine                 | Alpine M63 Alpine M64                  | DAY | SEB | TAR | MON | SPA | CON | NÜR | ROS | LEM | REI | FRE | CCE | RTT | SIM | NÜR | MON | TDF | BRI | BRI | PAR |     |     |
| 1964   | Alpine                 | Alpine M63 Alpine M64                  |     |     |     |     |     |     | DNF |     | DNF | 19  |     |     |     |     |     |     |     |     |     | 16  |     |     |
| 1965   | Alpine                 | Alpine M65                             | DAY | SEB | BOL | MON | MON | RTT | TAR | SPA | NÜR | MUG | ROS | LEM | REI | BOZ | FRE | CCE | OVI | NÜR | BRI | BRI |     |     |
| 1965   | Alpine                 | Alpine M65                             |     |     |     |     |     |     | DNF |     |     |     |     | DNF | 7   |     |     |     |     |     |     |     |     |     |
| 1966   | Alpine                 | Alpine A210 Alpine A110                | DAY | SEB | MON | TAR | SPA | NÜR | LEM | MUG | CCE | HOK | SIM | NÜR | ZEL |     |     |     |     |     |     |     |     |     |
| 1966   | Alpine                 | Alpine A210 Alpine A110                |     |     | DNF |     |     | DNF | 9   |     |     |     |     | DNF |     |     |     |     |     |     |     |     |     |     |
| 1967   | Alpine                 | Alpine A210 Alpine A110                | DAY | SEB | MON | SPA | TAR | NÜR | LEM | HOK | MUG | BRH | CCE | ZEL | OVI | NÜR |     |     |     |     |     |     |     |     |
| 1967   | Alpine                 | Alpine A210 Alpine A110                |     |     | DNF | 16  | DNF |     | 9   |     |     |     |     |     | 39  | DNF |     |     |     |     |     |     |     |     |
| 1968   | Alpine                 | Alpine A211 Alpine A220                | DAY | SEB | BRH | MON | TAR | NÜR | SPA | WAT | ZEL | LEM |     |     |     |     |     |     |     |     |     |     |     |     |
| 1968   | Alpine                 | Alpine A211 Alpine A220                |     | DNF |     | DNF |     |     | 13  |     |     | DNF |     |     |     |     |     |     |     |     |     |     |     |     |
| 1969   | Alpine                 | Alpine A220                            | DAY | SEB | BRH | MON | TAR | SPA | NÜR | LEM | WAT | ZEL |     |     |     |     |     |     |     |     |     |     |     |     |
| 1969   | Alpine                 | Alpine A220                            |     |     |     |     |     | DNF |     | DNF |     |     |     |     |     |     |     |     |     |     |     |     |     |     |